# Pasternakia
Pasternakia es un género de foraminífero bentónico normalmente considerado un subgénero de Arenobulimina, es decir, Arenobulimina (Pasternakia), pero aceptado como sinónimo posterior de Arenobulimina de la subfamilia Ataxophragmiinae, de la familia Ataxophragmiidae, de la superfamilia Ataxophragmioidea, del suborden Ataxophragmiina y del orden Loftusiida. Su especie tipo era Bulimina dorbignyi. Su rango cronoestratigráfico abarcaba desde el Santoniense hasta el Maastrichtiense (Cretácico superior).

## Discusión
Clasificaciones previas incluían Pasternakia en el suborden Textulariina del orden Textulariida o en el orden Lituolida.

## Clasificación
Pasternakia incluía a las siguientes especies:
- Pasternakia barnardi †, también considerado como Arenobulimina (Pasternakia) barnardi †, y aceptado como Arenobulimina barnardi †
- Pasternakia bochumensis †, también considerado como Arenobulimina (Pasternakia) bochumensis †, y aceptado como Arenobulimina bochumensis †
- Pasternakia chapmani †, también considerado como Arenobulimina (Pasternakia) chapmani †, y aceptado como Arenobulimina chapmani †
- Pasternakia cuneata †, también considerado como Arenobulimina (Pasternakia) cuneata †, y aceptado como Arenobulimina cuneata †
- Pasternakia dorbignyi †, también considerado como Arenobulimina (Pasternakia) dorbignyi †, y aceptado como Arenobulimina dorbignyi †
- Pasternakia gracilis †, también considerado como Arenobulimina (Pasternakia) gracilis †, y aceptado como Arenobulimina gracilis †
- Pasternakia senonica †, también considerado como Arenobulimina (Pasternakia) senonica †, y aceptado como Arenobulimina senonica †